# 南コルドファン州
南コルドファン州（みなみコルドファンしゅう、アラビア語: جنوب كردفان Ğanūb Kurdufān)は、スーダン共和国の州。面積は79,470 km2、2018年の推定人口は130万700人。州都はカードゥクリー（カドグリ）。南コルドファン州はスーダン共和国の州で唯一石油を産出し、この地に住むヌバ族は政府軍の攻撃の目標にされている。

## 地理
ヌバ山地に位置し、南スーダン共和国と境界を接する。
南コルドファン州の地質は沖積層、第三紀から第四紀の堆積物で構成されるウム・ラウバ層、白亜紀に形成されたヌビア砂岩層、先カンブリア時代の火成岩、変成岩、堆積岩で構成される複合基盤岩類に分類される。北部の年間平均降水量は400mm、南部は800mmで、気候は5月から10月にかけての雨季、11月から4月にかけての乾季に二分される。雨季には湖や草地が出現し、こうした地形を利用した牛の放牧が行われている。バオバブ、ニセアカシアなどの樹木が分布し、平野部に密集するイネ科の植物は牛や山羊の飼料となる。

## 歴史
南コルドファン州はスーダン共和国の一部であるが、ヌバ山地などの地域に南スーダンの部族集団が多く居住し、住民の中には第二次スーダン内戦の際に反政府勢力に参加した者もいた。1994年にコルドファン地方は北コルドファン州、南コルドファン州、西コルドファン州に分割され、州が成立した。2005年に西コルドファン州は廃止され、北コルドファン州と南コルドファン州に分割・合併される。
2009年と2010年に南コルドファン州で起きた対立する部族間の一連の衝突によって多数の犠牲者が出、数千人が強制的に退去させられた。
2005年に締結された包括和平合意の下で南コルドファンの住民は2011年に州の憲法的な将来を決定する住民投票の実施が約束された。しかし、南コルドファン州知事のアフマド・ ハルーンによって住民投票は中止される。ハルーンは国際刑事裁判所に市民に対する戦争犯罪、人道に対する罪によって起訴されている。
2011年7月9日に南スーダンの独立が予定されていた矢先、6月6日に南北スーダンの間で武力衝突が発生した。武力衝突の後、両勢力はアビエイからの撤退に合意した。6月20日に両勢力はアビエイの非武装地帯化に同意し、エチオピア軍を中心とする国連アビエ暫定治安部隊が駐屯した。
2013年7月13日に西コルドファン州が再度設置され、面積が縮小した。